# Love Spreads
«Love Spreads» es una canción del grupo británico de rock alternativo The Stone Roses, que fue publicada como el primer sencillo del álbum Second Coming de 1994.
Este sencillo es el que más éxito cosechó a nivel comercial, pues alcanzó el segundo lugar en las listas del Reino Unido y es el único que pudo ingresar al Billboard Hot 100, donde llegó al puesto 55.
La letra compuesta por John Squire es un feroz ataque a la imagen tradicional de Jesús. El tema del cristianismo se repetía, ya que en  "I Am The Resurrection" también se cuestionaba la descripción de Cristo por parte de la Iglesia.
En 2007, la revista NME la instaló en el n.º 44 de la lista de los "50 Mejores Himnos del Indie". Ese mismo año, la estación de radio la dejó en el cuarto puesto entre los 20 mejores solos de guitarra de la historia del rock.
La canción aparece en el videojuego Guitar Hero World Tour y está disponible para ser descargado en la serie Rock Band.

## Lista de temas
7": [Geffen GFS 84]
1. «Love Spreads» (5:46)
2. «Your Star Will Shine» (2:56)

12": [Geffen GFST 84]
1. «Love Spreads» (5:46)
2. «Your Star Will Shine» (2:56)
3. «Breakout» (6:04)
4. «Groove Harder» (4:26)

CD: [Geffen GFSTD 84]
1. «Love Spreads» (5:46)
2. «Your Star Will Shine» (2:56)
3. «Breakout» (6:04)